# Wybory parlamentarne w Austrii w 1962 roku
Wybory parlamentarne w Austrii odbyły się 18 listopada 1962. Frekwencja wyborcza wyniosła 93,8%.
Austriacka Partia Ludowa uzyskała najwięcej miejsc w Radzie Narodowej i brakowało jej jednego głosu do samodzielnej większości. ÖVP kontynuowała "wielką koalicję" z SPÖ. Alfons Gorbach (ÖVP), który rok wcześniej zastąpił Juliusa Raaba, pozostał kanclerzem.

## Wyniki wyborów
|  | Lista                               | Liczba głosów | %    | +/- | Mandaty | +/- |
|  | ----------------------------------- | ------------- | ---- | --- | ------- | --- |
|  | Austriacka Partia Ludowa (ÖVP)      | 2 024 501     | 45,4 | 1,2 | 81      | 2   |
|  | Socjalistyczna Partia Austrii (SPÖ) | 1 960 685     | 44,0 | 0,8 | 76      | 2   |
|  | Wolnościowa Partia Austrii (FPÖ)    | 313 895       | 7,0  | 0,7 | 8       |     |
|  | Komunistyczna Partia Austrii (KPÖ)  | 135 520       | 3,0  | 0,3 | 0       |     |
|  | inni                                | 21 530        | 0,5  |     | 0       |     |
|  | Razem                               | 4 456 131     | 100  |     | 165     |     |

### Wyniki wyborów w Krajach związkowych
| Kraje związkowe wyniki w % | ÖVP  | SPÖ  | FPÖ  | KPÖ | Inni | Frekwencja |
| -------------------------- | ---- | ---- | ---- | --- | ---- | ---------- |
| Burgenland                 | 48,7 | 46,3 | 4,0  | 1,0 | -    | 94,1       |
| Karyntia                   | 34,2 | 49,7 | 12,5 | 3,2 | 0,4  | 91,1       |
| Dolna Austria              | 52,2 | 41,7 | 3,4  | 2,6 | 0,1  | 95,7       |
| Górna Austria              | 48,6 | 41,3 | 8,0  | 1,8 | 0,2  | 94,8       |
| Salzburg                   | 46,1 | 38,5 | 13,7 | 1,8 | -    | 91,8       |
| Styria                     | 46,5 | 43,2 | 6,8  | 3,4 | -    | 96,7       |
| Tyrol                      | 61,9 | 30,0 | 6,5  | 1,0 | 0,6  | 94,5       |
| Vorarlberg                 | 55,9 | 28,0 | 14,9 | 1,3 | -    | 95,5       |
| Wiedeń                     | 34,5 | 52,4 | 6,6  | 5,0 | 1,4  | 90,6       |